# Andrea Priora
Andrea Priora est un claviériste, compositeur et producteur italien né à Milan, spécialisé dans l'electro, la dream trance et l'ambient.

## Discographie

### Albums
- Destiny (1998)
- Beyond my ice (1999)
- Trance flares (2000)
- Neuromantic visions (2001)
- Fairy dazzles (2002)
- Flares beyond my vision (2004)
- No ordinary human TIS:Themes (2008)
- No ordinary human TIS:Extended score (2008)
- Oxygene Flares (2016)